# HMS Achilles (70)
Pour les autres navires du même nom, voir HMS Achilles et HMS Delhi.
Le HMNZS Achilles est un croiseur léger de classe Leander qui a servi avec la Royal New Zealand Navy pendant la Seconde Guerre mondiale. Il est devenu célèbre pour son rôle dans la bataille de Rio de la Plata, à côté de l'Ajax et de l'Exeter.